# Bagni di Nerone
I Bagni di Nerone sono un sito archeologico del centro di Pisa, situati presso Porta a Lucca, a poca distanza dalla piazza del Duomo. Si tratta dell'unico monumento della Pisa romana che sia ancora emergente in una zona visitabile dal pubblico.

## Storia
Si tratta degli scavi di un edificio termale romano, impropriamente detto a partire dal medioevo "di Nerone", ritenendolo parte di un suo fantomatico palazzo. I resti si trovano al di sotto del livello stradale odierno. L'impianto originale del complesso risale agli ultimi decenni del I secolo d.C. (sotto Domiziano), come sembra suggerire l'uso della tecnica a opus vittatum mixtum, con un paramento in filari variamente alternati di laterizio e blocchi di panchina. Nel secolo successivo si ebbe un rifacimento, del quale resta un'epigrafe (CIL XI, 1433, oggi al Museo nazionale di San Matteo) che cita la famiglia dei Veruleii Aproniani, che era rinomata per il possesso di ampi terreni e di fabbriche ceramiche. In particolare finanziò il rifacimento Lucio Venuleio Aproniano Prisco, patrono della Colonia Pisana, console di Attidium (città romana nei pressi di Fabriano), che nel 92 d.C. costruì l'acquedotto di Caldaccoli e la conserva di Corliano e che aveva rivestito numerose cariche al tempo degli Antonini, permettendo quelle elargizioni pubbliche tipiche dei personaggi di rilievo del mondo romano.
Tutta l'area fu privatizzata a partire dal XVII secolo con il livellamento del terreno e con la costruzione di alcuni divisori per gli orti.
Le terme furono messe in evidenza e restaurate nel XVI e XVII secolo per volere di Cosimo III. I vari scavi cominciarono nel 1881 a cura di Clemente Lupi. Successivamente nel 1938, una volta abbattute alcune case intorno, l'intera area fu recintata per salvaguardarne i resti. Infine a più riprese dal 1943 al 1949, furono completamente restaurate.
Nel 2007 è stata sostituita la cupola di copertura a causa dei danni che gli agenti atmosferici avevano esercitato.
Nell'estate del 2017 sono stati eseguiti nuovi scavi per comprendere con maggior certezza le funzioni degli ambienti termali, poco studiati all'inizio del XX secolo, e le fasi antropiche precedenti alle terme. L'area investigata è stata quella tra le terme e le mura, questo ha permesso di scoprire ulteriori murature romane e i resti della casa della Gabella addossata alle mura in corrispondenza della porta del Parlascio.

## Descrizione
Ben conservato è il sudatio laconicum (locale per il bagno di acqua calda, che in alcuni paesi islamici si è evoluto nell'Hammam o bagno turco), composto da una sala ottagonale absidata, con una copertura a cupoletta traforata, in parte restaurata. Sono poi visibili i resti delle mura della palestra dell'apodyterium e solo due pareti del tepidarium.
L'acqua arrivava dal vicino Auser e tramite l'antico acquedotto romano di Caldaccoli proveniente da San Giuliano Terme. L'edificio doveva essere caratterizzato da una certa monumentalità, a giudicare dai marmi rinvenuti e da alcune sculture ritrovate, che verosimilmente lo decoravano.

## Altre immagini

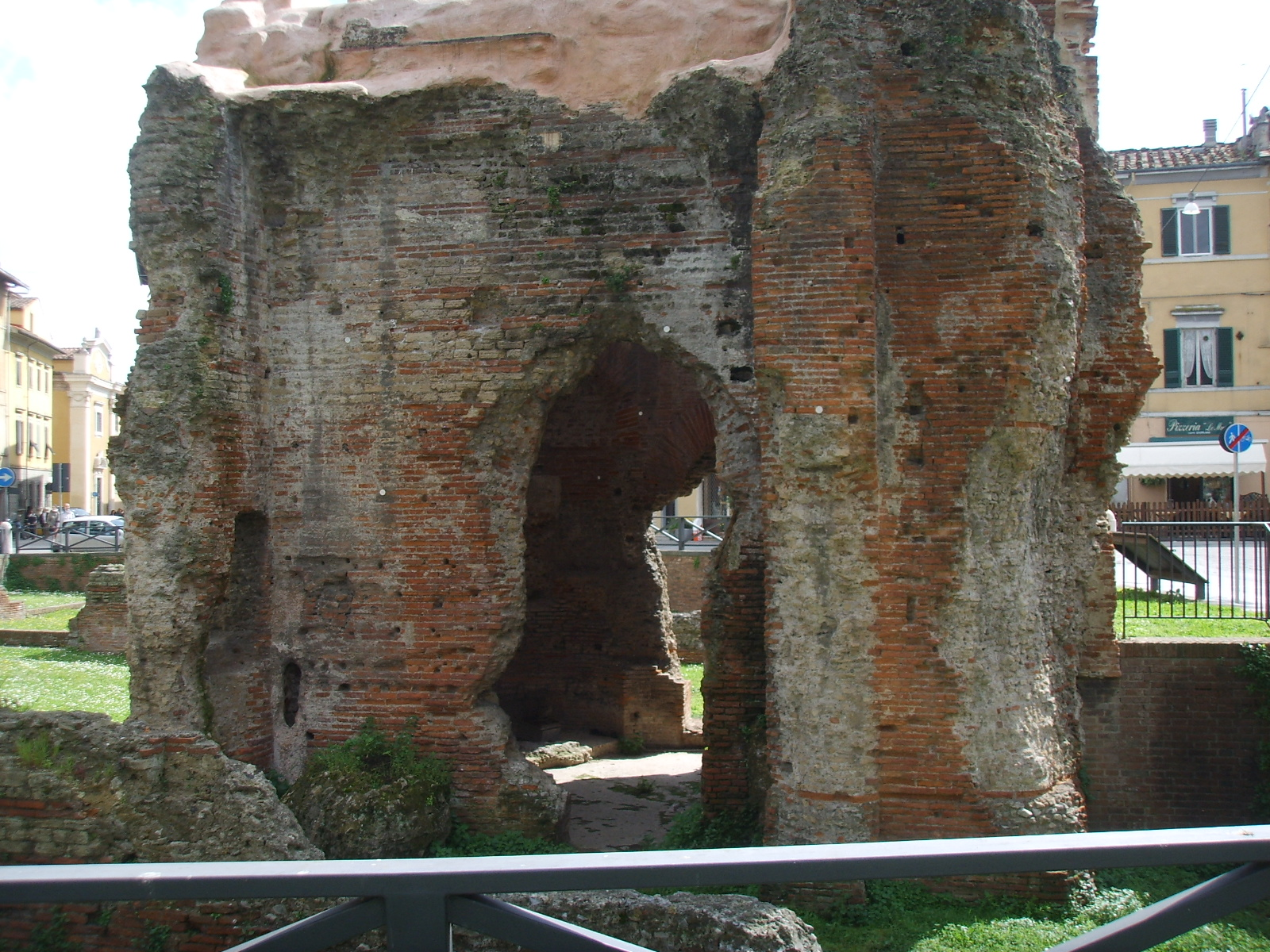
Entrata del laconicum
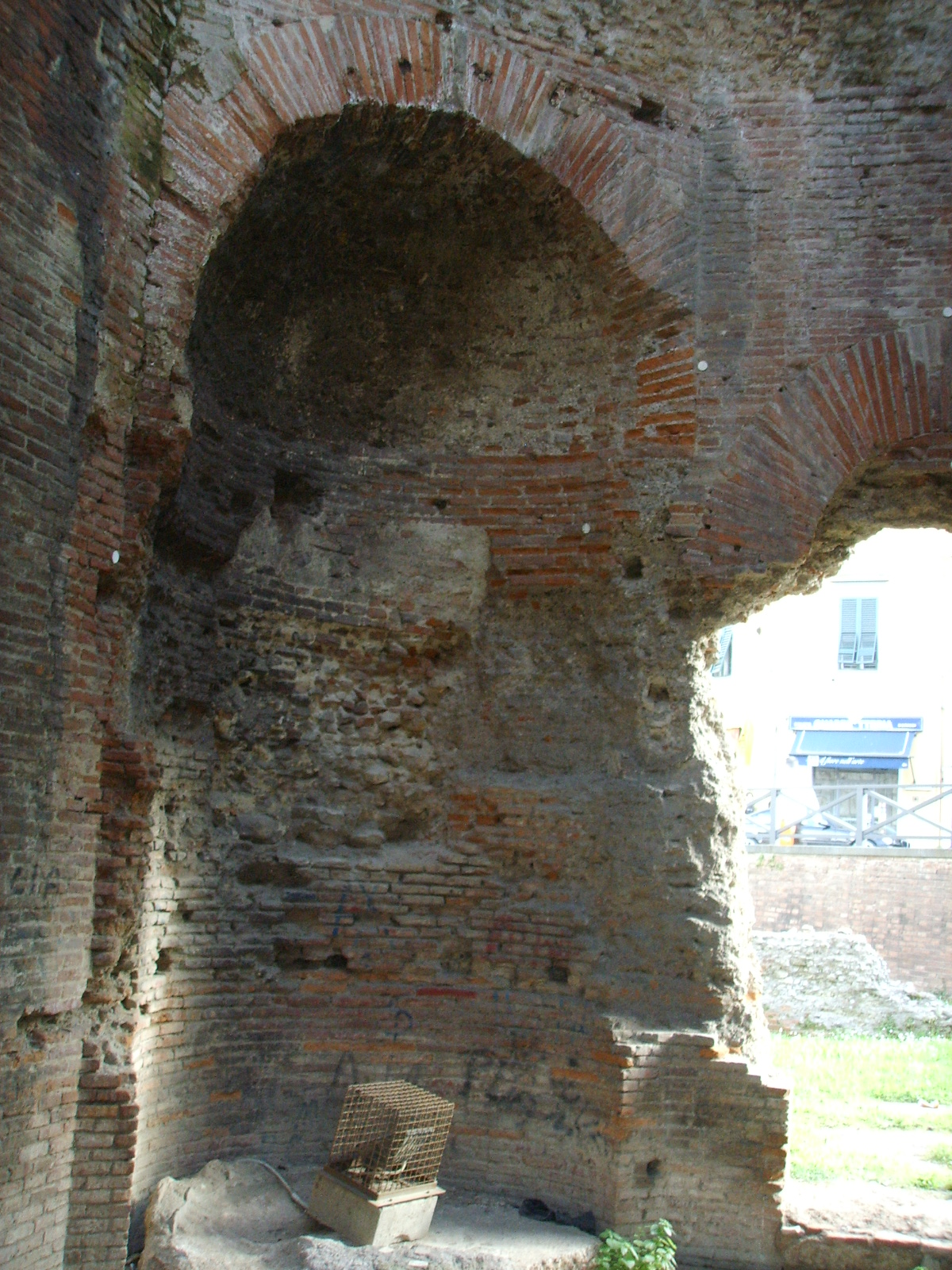
Absidi
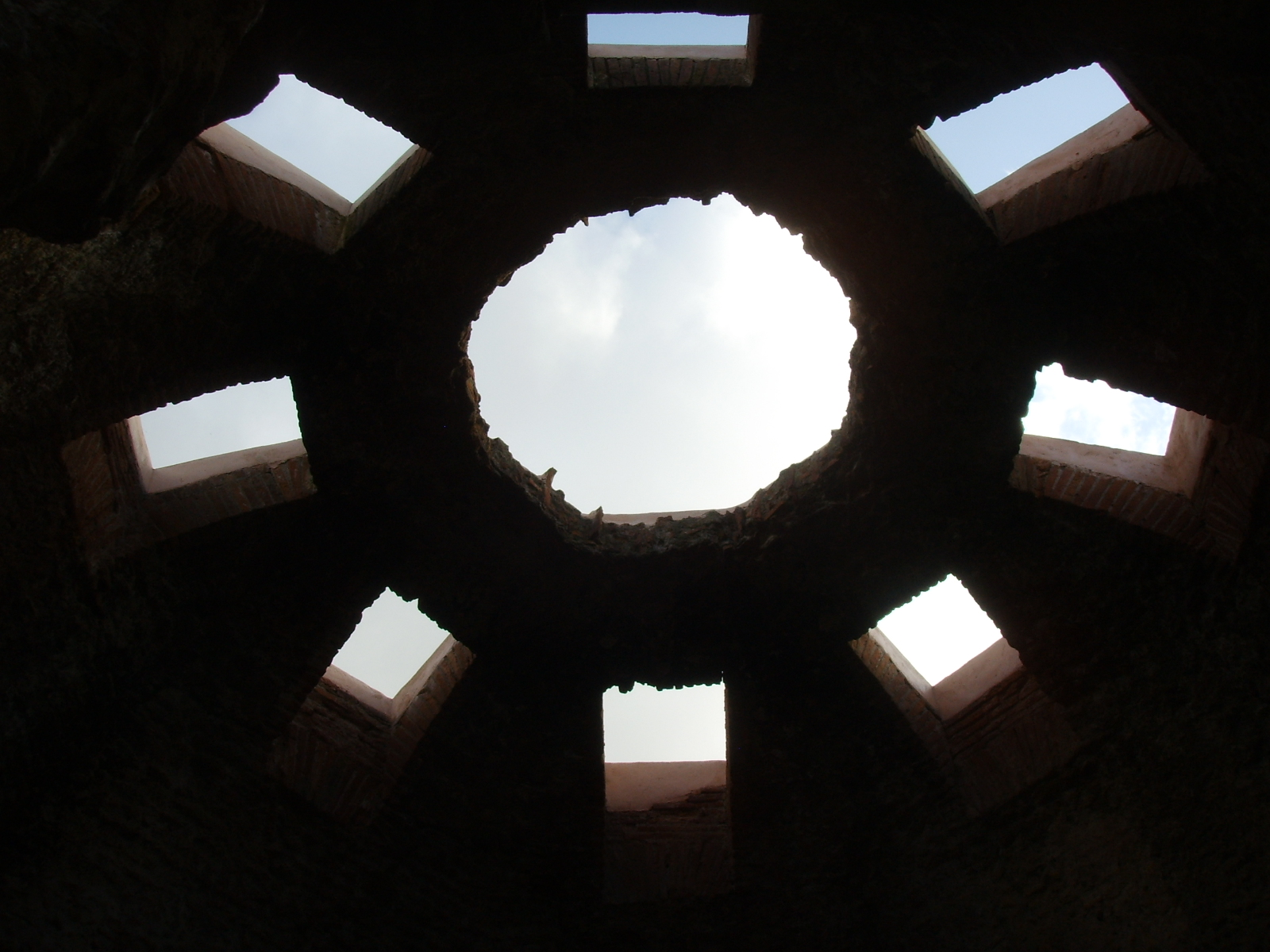
Cupola
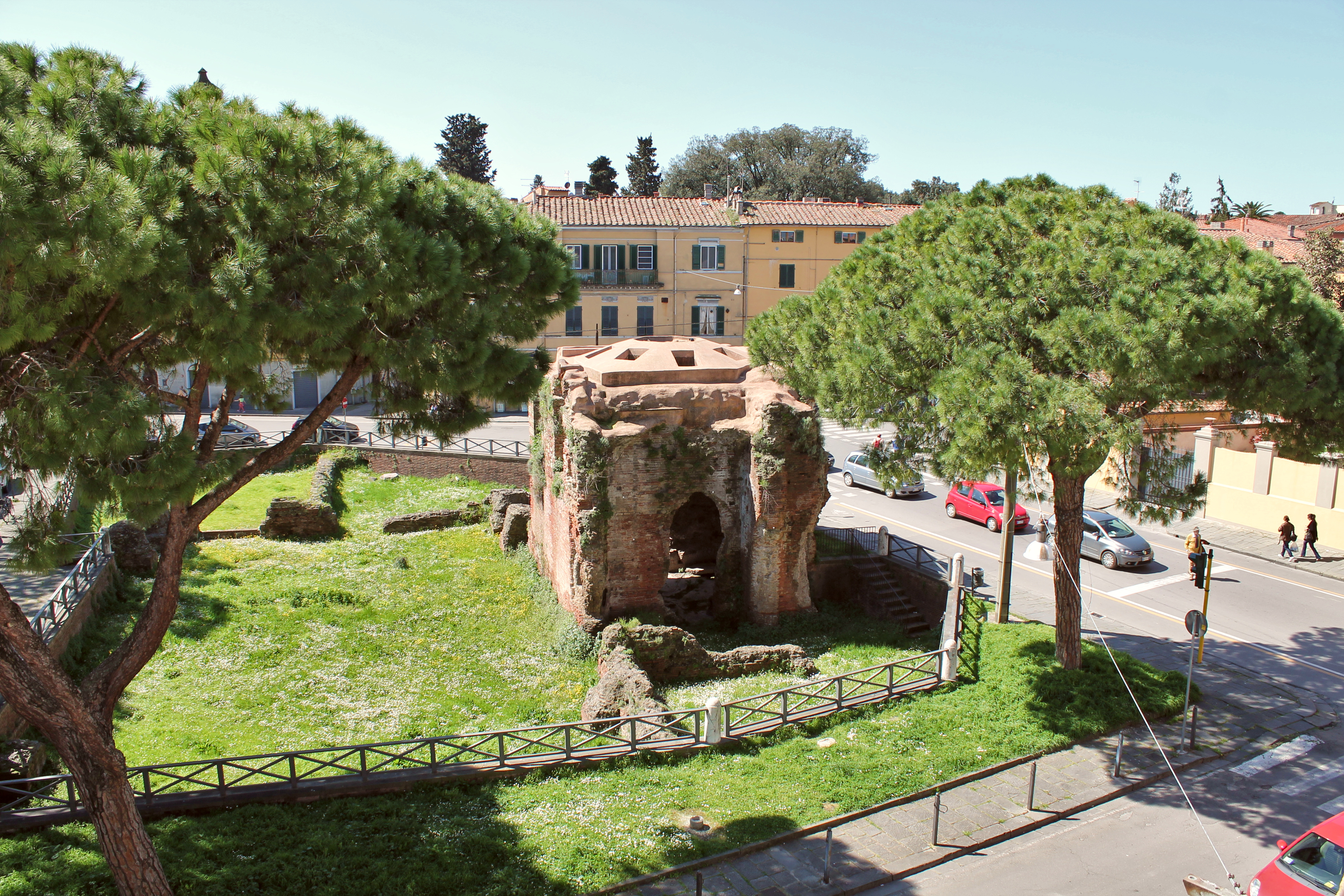
Vista delle terme dall'alto
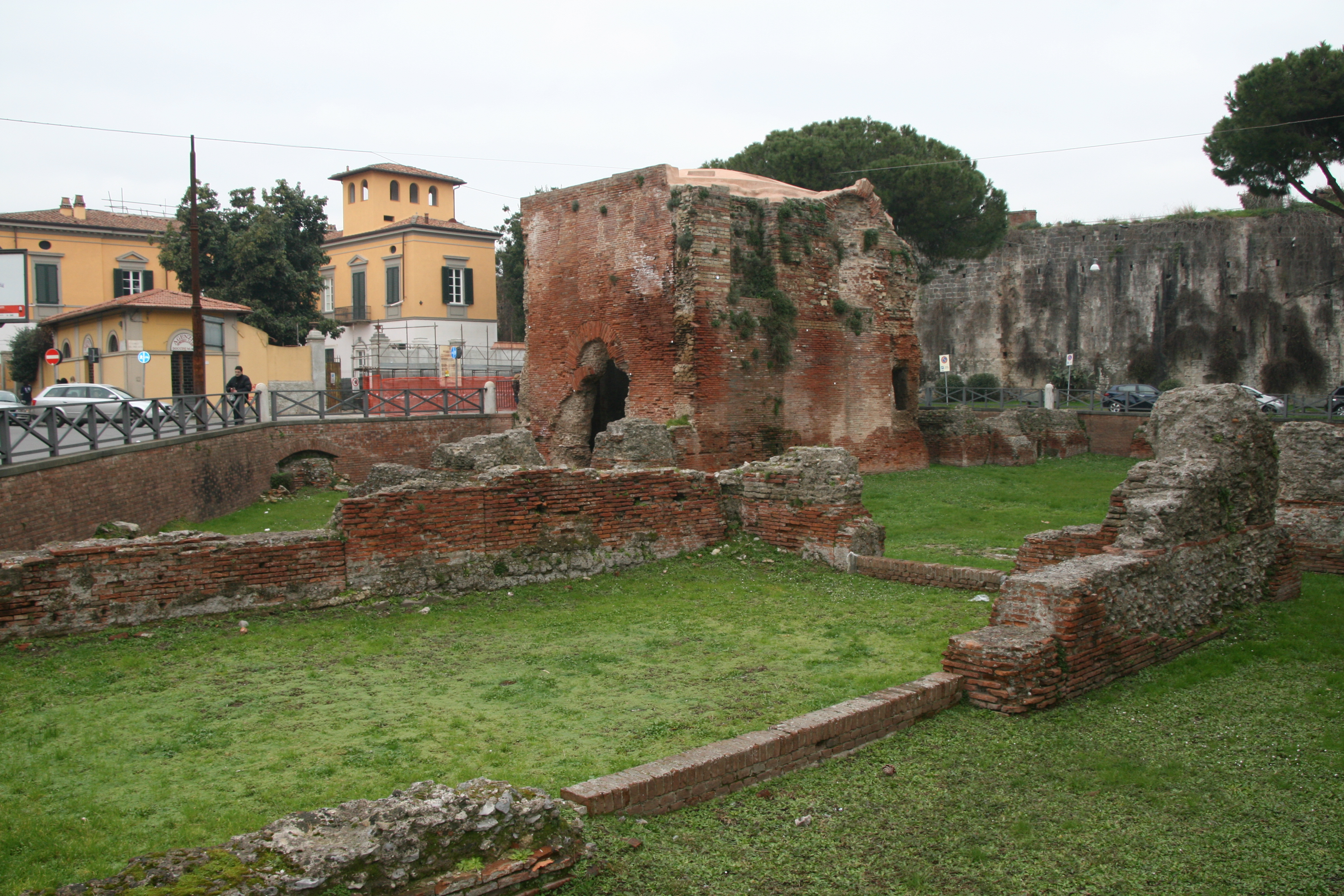
Le terme viste da sud-est